# Piazza Mercato delle Scarpe
Piazza Mercato delle Scarpe è una piazza di Bergamo posta sulla parte alta della città e importante nodo viario che collega le due parti cittadine, quella bassa a quella alta, nonché stazione di arrivo della funicolare. Anticamente collegava le strade che provenivano a est da Venezia e a sud da Milano.

## Storia
Piazza Mercato delle Scarpe, anticamente detta piazza delle Biade o mercato vecchio, è tra le piazze cittadine più antiche indicata già nel 1263 da Mosè del Brolo nella sua opera letteraria Liber Pergaminus. In documenti successivi viene indicata come sede della Domus Calegariorum e del Paratico dei Beccai, mentre un atto che determina i confini della vicinia di San Cassiano riporta: per ipsum mercatum usque ad cantonum domus Clegariorum et Becariorum quandam et modo est domus hantationis heredum domini Guidi de Suardis quam fecit levari super ipso mercato.

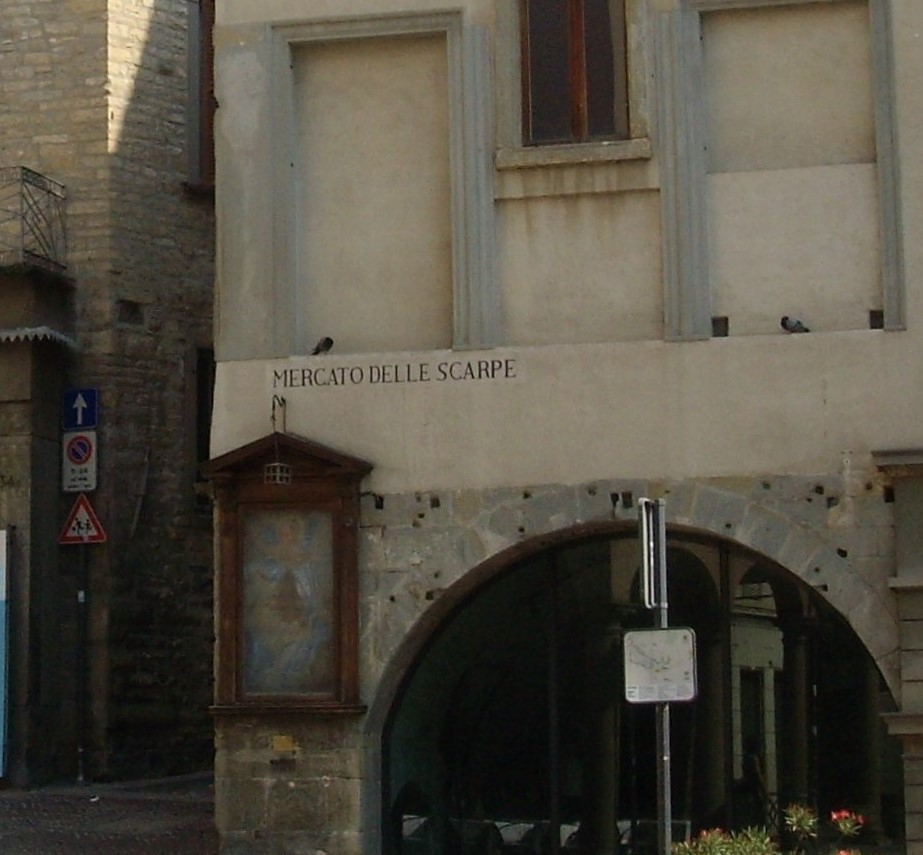
Particolare della Piazza Mercato delle scarpe

Fu durante la dominazione dei Visconti che le piazze della città presero il nome dai prodotti che vi venivano venduti, ogni nove giorni, come piazza Mercato del Fieno e piazza Mercato del Pesce. Questo per favorire il pagamento e relativo controllo dei dazi che nella dominazione viscontea erano particolarmente esosi.

## Descrizione
La piazza, la prima che si incontra salendo da via Porta Dipinta verso est, o verso sud da via san Giacomo, ha una forma irregolare ed è il primo punto di ristoro per i turisti che ogni giorno raggiungono la parte antica della città orobica.
Sulla piazza si affaccia palazzo Rota poi Suardi edificato negli inizi del XIV secolo. È l'edificio più importante e nel periodo risalente il tardo medioevale ospitava il consorzio dei Macellai poi anche dei calzolai e nel 1887 trasformato in stazione d'arrivo della funicolare, diventando così lo snodo quasi obbligato della parte alta cittadina

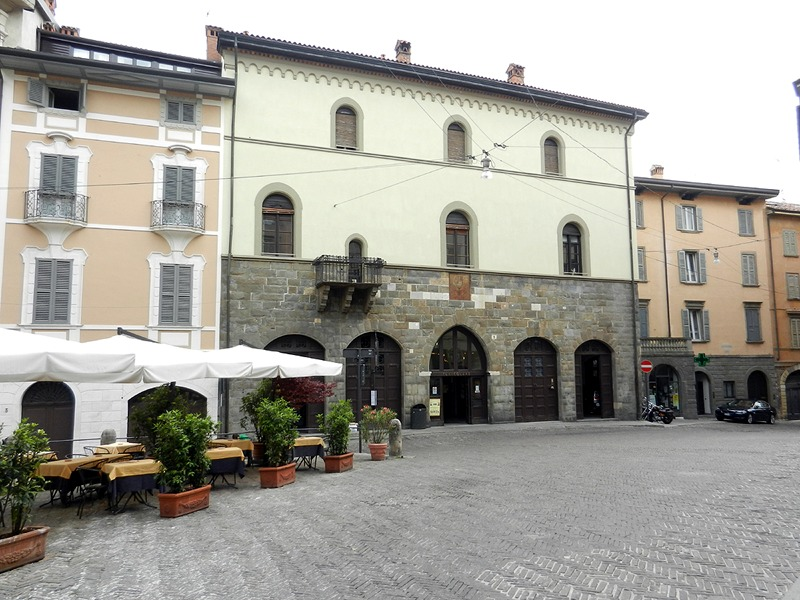
Stazione funicolare superiore ex palazzo Rota-Suardi

Il palazzo fu edificato da Guido Suardi nel 1340. Resta della sua conformazione originaria solo lo stemma della famiglia Suardi posto sopra l'ingresso centrale e il terrazzino posto a sinistra sostenuto da tre mensole della strana conformazione, avente una piccola porta d'accesso.
Molte sono le strade che si aprono sulla piazza; oltre via san Giacomo vi è il palazzo che fa angolo con via Gaetano Donizetti e che presenta quale insegna sopra l'ingresso della trattoria, ad arco ribassato, un dipinto del restauratore bergamasco Andrea Mandelli.
Segue via del Gombito che collega con la parte turisticamente più frequentata della città. Sul muro del palazzo successivo vi è una teca che ospita un affresco di ignoto che ha avuto un primo restauro nel 1984 e successivo nel 2008. Segue la stretta via della Rocca che si apre su uno dei palazzi più antichi posto sul lato destro avente al piano terra sei aperture centinate. Il palazzo nel 1265 è documentato fosse la prima sede della Congregazione della Misericordia Maggiore. La piazza prosegue con l'antica via della porta Dipinta, dal nome della porta d'accesso medioevale, poi distrutta, che si presentava completamente dipinta. 
La piazza era servita d'acqua con la  «Fonte Seca» che si alimentava dalla cisterna risalente al XV secolo, questo spazio divenne la sede del banco del lotto e poi, nel XX secolo attività commerciale privata.